# Клифтон (Канзас)
Клифтон (енгл. Clifton) град је у америчкој савезној држави Канзас.

## Демографија
По попису из 2010. године број становника је 554, што је 3 (-0,5%) становника мање него 2000. године.
| Група             | 2000.       | 2010.       |
| Белци             | 550 (98,7%) | 543 (98,0%) |
| Афроамериканци    | 0 (0,0%)    | 2 (0,4%)    |
| Азијати           | 0 (0,0%)    | 0 (0,0%)    |
| Хиспаноамериканци | 0 (0,0%)    | 6 (1,1%)    |
| Укупно            | 557         | 554         |